# Kristina Mladenovic
Kristina «Kiki» Mladenovic (Serbi: Кристина Младеновић, Kristina Mladenović) (Saint-Pol-sur-Mer, 14 de maig de 1993) és una tennista professional francesa d'ascendència sèrbia. La seua millor classificació WTA en individuals és el lloc desè (2017), però va destacar especialment en dobles, on va ocupar el número 1 del rànquing durant vuit setmanes (2019).
En dobles femenins ha guanyat cinc títols de Grand Slam: dos Opens d'Austràlia i tres Roland Garros, i va disputar la final en els altres dos torneigs de Grand Slam. En dobles mixts també ha guanyat dos títols de Grand Slam i una final més. Va formar part de l'equip francès de va guanyar la Fed Cup 2019.

## Biografia
Filla de Dragan Mladenović i Dženita, que foren jugadors d'handbol i de voleibol iugoslaus respectivament. Es van establir a França l'any 1992 quan Dragan va fitxar per Dunkerque HGL, i ambdós van aprofitar per adquirir la nacionalitat francesa. Té un germà anomenat Luka.
Va tenir una relació durant dos anys amb el tennista austríac Dominic Thiem, que va acabar a finals de 2019.

## Torneigs de Grand Slam

### Dobles femenins: 11 (6−5)
| Resultat   | Núm. | Any  | Torneig              | Parella         | Oponents                             | Marcador            |
| ---------- | ---- | ---- | -------------------- | --------------- | ------------------------------------ | ------------------- |
| Finalista  | 1.   | 2014 | Wimbledon            | Tímea Babos     | Sara Errani Roberta Vinci            | 1−6, 3−6            |
| Guanyadora | 1.   | 2016 | Roland Garros        | Caroline Garcia | Iekaterina Makàrova Ielena Vesninà   | 6−3, 2−6, 6−4       |
| Finalista  | 2.   | 2016 | US Open              | Caroline Garcia | Bethanie Mattek-Sands Lucie Šafářová | 6−2, 6−7(5), 4−6    |
| Guanyadora | 2.   | 2018 | Open d'Austràlia     | Tímea Babos     | Iekaterina Makàrova Ielena Vesninà   | 6−4, 6−3            |
| Finalista  | 3.   | 2018 | US Open (2)          | Tímea Babos     | Ashleigh Barty CoCo Vandeweghe       | 6−3, 6−7(2), 6−7(6) |
| Finalista  | 4.   | 2019 | Open d'Austràlia     | Tímea Babos     | Samantha Stosur Zhang Shuai          | 3−6, 4−6            |
| Guanyadora | 3.   | 2019 | Roland Garros (2)    | Tímea Babos     | Duan Yingying Zheng Saisai           | 6−2, 6−3            |
| Guanyadora | 4.   | 2020 | Open d'Austràlia (2) | Tímea Babos     | Hsieh Su-wei Barbora Strýcová        | 6−2, 6−1            |
| Guanyadora | 5.   | 2020 | Roland Garros (3)    | Tímea Babos     | Alexa Guarachi Desirae Krawczyk      | 6−4, 7−5            |
| Guanyadora | 6.   | 2022 | Roland Garros (4)    | Caroline Garcia | Coco Gauff Jessica Pegula            | 2−6, 6−3, 6−2       |
| Finalista  | 5.   | 2024 | US Open (3)          | Zhang Shuai     | Liudmila Kitxenok Jeļena Ostapenko   | 4−6, 3−6            |

### Dobles mixts: 5 (3−2)
| Resultat   | Núm. | Any  | Torneig              | Parella       | Oponents                        | Marcador         |
| ---------- | ---- | ---- | -------------------- | ------------- | ------------------------------- | ---------------- |
| Finalista  | 1.   | 2013 | Roland Garros        | Daniel Nestor | Lucie Hradecká František Čermák | 6−1, 4−6, [6−10] |
| Guanyadora | 1.   | 2013 | Wimbledon            | Daniel Nestor | Lisa Raymond Bruno Soares       | 5−7, 6−2, 8−6    |
| Guanyadora | 2.   | 2014 | Open d'Austràlia     | Daniel Nestor | Sania Mirza Horia Tecău         | 6−3, 6−2         |
| Finalista  | 2.   | 2015 | Open d'Austràlia     | Daniel Nestor | Martina Hingis Leander Paes     | 4−6, 3−6         |
| Guanyadora | 3.   | 2022 | Open d'Austràlia (2) | Ivan Dodig    | Jaimee Fourlis Jason Kubler     | 6−3, 6−4         |

## Palmarès

### Individual: 8 (1−7)
| Llegenda                |
| ----------------------- |
| Grand Slam (0−0)        |
| WTA Finals (0−0)        |
| Premier Mandatory (0−1) |
| Premier 5 (0−0)         |
| Premier (1−2)           |
| International (0−4)     |

| Títols per superfície |
| --------------------- |
| Dura (1−3)            |
| Gespa (0−1)           |
| Terra batuda (0−3)    |

| Resultat   | Núm. | Data                 | Torneig                         | Superfície       | Oponent            | Marcador         |
| ---------- | ---- | -------------------- | ------------------------------- | ---------------- | ------------------ | ---------------- |
| Finalista  | 1.   | 23 de maig de 2015   | Estrasburg, França              | Terra batuda     | Samantha Stosur    | 6−3, 2−6, 3−6    |
| Finalista  | 2.   | 12 de juny de 2016   | 's-Hertogenbosch, Països Baixos | Gespa            | CoCo Vandeweghe    | 5−7, 5−7         |
| Finalista  | 3.   | 16 d'octubre de 2016 | Hong Kong, Hong Kong            | Dura             | Caroline Wozniacki | 1−6, 7−6(4), 2−6 |
| Guanyadora | 1.   | 5 de febrer de 2017  | Sant Petersburg, Rússia         | Dura (i)         | Yulia Putintseva   | 6−2, 6−7(3), 6−4 |
| Finalista  | 4.   | 4 de març de 2017    | Acapulco, Mèxic                 | Dura             | Lesia Tsurenko     | 1−6, 5−7         |
| Finalista  | 5.   | 30 d'abril de 2017   | Stuttgart, Alemanya             | Terra batuda (i) | Laura Siegemund    | 1−6, 6−2, 6−7(5) |
| Finalista  | 6.   | 14 de maig de 2017   | Madrid, Espanya                 | Terra batuda     | Simona Halep       | 5−7, 7−6(5), 2−6 |
| Finalista  | 7.   | 4 de febrer de 2018  | Sant Petersburg                 | Dura (i)         | Petra Kvitová      | 1−6, 2−6         |

### Dobles femenins: 46 (28−18)
| 2009 − 2020             | Després de 2021 |
| ----------------------- | --------------- |
| Grand Slam (6−5)        |                 |
| WTA Finals (2−0)        |                 |
| Premier Mandatory (1−2) | WTA 1000 (0−1)  |
| Premier 5 (3−1)         | WTA 1000 (0−1)  |
| Premier (4−4)           | WTA 500 (0−2)   |
| International (9−3)     | WTA 250 (3−0)   |

| Títols per superfície |
| --------------------- |
| Dura (12−13)          |
| Gespa (1−2)           |
| Terra batuda (14−3)   |
| Moqueta (1−0)         |

| Resultat   | Núm. | Data                   | Torneig                         | Superfície       | Parella              | Oponents                               | Marcador               |
| ---------- | ---- | ---------------------- | ------------------------------- | ---------------- | -------------------- | -------------------------------------- | ---------------------- |
| Finalista  | 1.   | 12 de juny de 2011     | Copenhaguen, Dinamarca          | Dura             | Katarzyna Piter      | Johanna Larsson Jasmin Wöhr            | 3−6, 3−6               |
| Guanyadora | 1.   | 13 d'agost de 2012     | Mont-real, Canadà               | Dura             | Klaudia Jans-Ignacik | Nàdia Petrova Katarina Srebotnik       | 7−5, 3−6, [10−7]       |
| Guanyadora | 2.   | 17 de setembre de 2012 | Quebec, Canadà                  | Moqueta          | Tatjana Malek        | Alicja Rosolska Heather Watson         | 7−6(5), 6−7(6), [10−7] |
| Guanyadora | 3.   | 24 de febrer de 2013   | Memphis, Estats Units           | Dura (i)         | Galina Voskobóieva   | Sofia Arvidsson Johanna Larsson        | 7−6(5), 6−3            |
| Guanyadora | 4.   | 7 d'abril de 2013      | Charleston, Estats Units        | Terra batuda     | Lucie Šafářová       | Andrea Hlaváčková Liezel Huber         | 6−3, 7−6(6)            |
| Finalista  | 2.   | 28 d'abril de 2013     | Marràqueix, Marroc              | Terra batuda     | Petra Martić         | Tímea Babos Mandy Minella              | 3−6, 1−6               |
| Guanyadora | 5.   | 5 de maig de 2013      | Estoril, Portugal               | Terra batuda     | Chan Hao-ching       | Darija Jurak Katalin Marosi            | 7−6(3), 6−2            |
| Guanyadora | 6.   | 14 de juliol de 2013   | Palerm, Itàlia                  | Terra batuda     | Katarzyna Piter      | Karolína Plísková Kristyna Pliskova    | 6−1, 5−7, [10−8]       |
| Guanyadora | 7.   | 13 d'octubre de 2013   | Osaka, Japó                     | Dura             | Flavia Pennetta      | Samantha Stosur Zhang Shuai            | 6−4, 6−3               |
| Finalista  | 3.   | 5 de gener de 2014     | Brisbane, Austràlia             | Dura             | Galina Voskobóieva   | Alla Kudryavtseva Anastassia Rodiónova | 3−6, 1−6               |
| Finalista  | 4.   | 2 de febrer de 2014    | París, França                   | Dura (i)         | Tímea Babos          | Anna-Lena Grönefeld Květa Peschke      | 7−6(7), 4−6, [5−10]    |
| Guanyadora | 8.   | 1 de març de 2014      | Acapulco, Mèxic                 | Dura             | Galina Voskobóieva   | Petra Cetkovská Iveta Melzer           | 6−3, 2−6, [10−5]       |
| Finalista  | 5.   | 21 de juny de 2014     | 's-Hertogenbosch, Països Baixos | Gespa            | Michaëlla Krajicek   | Marina Erakovic Arantxa Parra Santonja | 6−0, 6−7(5), [8−10]    |
| Finalista  | 6.   | 7 de juliol de 2014    | Wimbledon, Regne Unit           | Gespa            | Tímea Babos          | Sara Errani Roberta Vinci              | 1−6, 3−6               |
| Finalista  | 7.   | 17 d'agost de 2014     | Cincinnati, Estats Units        | Dura             | Tímea Babos          | Raquel Kops-Jones Abigail Spears       | 2−6, 0−2, retirada     |
| Guanyadora | 9.   | 21 de febrer de 2015   | Dubai, Emirats Àrabs Units      | Dura             | Tímea Babos          | Garbiñe Muguruza Carla Suárez Navarro  | 6−3, 6−2               |
| Guanyadora | 10.  | 2 de maig de 2015      | Marràqueix                      | Terra batuda     | Tímea Babos          | Laura Siegemund Marina Zanevska        | 6−1, 7−6(5)            |
| Guanyadora | 11.  | 17 de maig de 2015     | Roma, Itàlia                    | Terra batuda     | Tímea Babos          | Martina Hingis Sania Mirza             | 6−4, 6−3               |
| Guanyadora | 12.  | 9 d'agost de 2015      | Washington DC, Estats Units     | Dura             | Belinda Bencic       | Lara Arruabarrena Andreja Klepač       | 7−5, 7−6(7)            |
| Finalista  | 8.   | 16 de gener de 2016    | Sydney, Austràlia               | Dura             | Caroline Garcia      | Martina Hingis Sania Mirza             | 6−1, 5−7, [5−10]       |
| Finalista  | 9.   | 20 de febrer de 2016   | Dubai                           | Dura             | Caroline Garcia      | Chuang Chia-jung Darija Jurak          | 4−6, 4−6               |
| Guanyadora | 13.  | 10 d'abril de 2016     | Charleston (2)                  | Terra batuda     | Caroline Garcia      | B. Mattek-Sands Lucie Šafářová         | 6−2, 7−5               |
| Guanyadora | 14.  | 24 d'abril de 2016     | Stuttgart, Alemanya             | Terra batuda (i) | Caroline Garcia      | Martina Hingis Sania Mirza             | 2−6, 6−1, [10−5]       |
| Guanyadora | 15.  | 8 de maig de 2016      | Madrid, Espanya                 | Terra batuda     | Caroline Garcia      | Martina Hingis Sania Mirza             | 6−4, 6−4               |
| Guanyadora | 16.  | 5 de juny de 2016      | Roland Garros, França           | Terra batuda     | Caroline Garcia      | Iekaterina Makàrova Ielena Vesninà     | 6−3, 2−6, 6−4          |
| Finalista  | 10.  | 11 de setembre de 2016 | US Open, Estats Units           | Dura             | Caroline Garcia      | B. Mattek-Sands Lucie Šafářová         | 6−2, 6−7(5), 4−6       |
| Finalista  | 11.  | 9 d'octubre de 2016    | Pequín, Xina                    | Dura             | Caroline Garcia      | B. Mattek-Sands Lucie Šafářová         | 4−6, 4−6               |
| Guanyadora | 17.  | 28 de gener de 2018    | Open d'Austràlia, Austràlia     | Dura             | Tímea Babos          | Iekaterina Makàrova Ielena Vesninà     | 6−4, 6−3               |
| Finalista  | 12.  | 13 de maig de 2018     | Madrid                          | Terra batuda     | Tímea Babos          | Iekaterina Makàrova Ielena Vesninà     | 6−2, 4−6, [8−10]       |
| Guanyadora | 18.  | 24 de juny de 2018     | Birmingham, Regne Unit          | Gespa            | Tímea Babos          | Elise Mertens Demi Schuurs             | 4−6, 6−3, [10−8]       |
| Finalista  | 13.  | 9 de setembre de 2018  | US Open (2)                     | Dura             | Tímea Babos          | Ashleigh Barty CoCo Vandeweghe         | 6−3, 6−7(2), 6−7(6)    |
| Guanyadora | 19.  | 28 d'octubre de 2018   | WTA Finals, Singapur            | Dura             | Tímea Babos          | Barbora Krejčíková Kateřina Siniaková  | 6−4, 7−5               |
| Finalista  | 14.  | 27 de gener de 2019    | Open d'Austràlia (2)            | Dura             | Tímea Babos          | Samantha Stosur Zhang Shuai            | 3−6, 4−6               |
| Guanyadora | 20.  | 28 d'abril de 2019     | Istanbul, Turquia               | Terra batuda     | Tímea Babos          | Alexa Guarachi Sabrina Santamaria      | 6−1, 6−0               |
| Guanyadora | 21.  | 9 de juny de 2019      | Roland Garros (2)               | Terra batuda     | Tímea Babos          | Duan Yingying Zheng Saisai             | 6−2, 6−3               |
| Guanyadora | 22.  | 3 de novembre de 2019  | WTA Finals, Shenzhen, Xina (2)  | Dura (i)         | Tímea Babos          | Hsieh Su-wei Barbora Strýcová          | 6−1, 6−3               |
| Guanyadora | 23.  | 2 de febrer de 2020    | Open d'Austràlia                | Dura             | Tímea Babos          | Hsieh Su-wei Barbora Strýcová          | 6−2, 6−1               |
| Guanyadora | 24.  | 11 d'octubre de 2020   | Roland Garros (3)               | Terra batuda     | Tímea Babos          | Alexa Guarachi Desirae Krawczyk        | 6−4, 7−5               |
| Finalista  | 15.  | 16 de maig de 2021     | Roma                            | Terra batuda     | Markéta Vondroušová  | Sharon Fichman Giuliana Olmos          | 6−4, 5−7, [5−10]       |
| Guanyadora | 25.  | 5 de juny de 2022      | Roland Garros (4)               | Terra batuda     | Caroline Garcia      | Coco Gauff Jessica Pegula              | 2−6, 6−3, 6−2          |
| Guanyadora | 26.  | 17 de juliol 2022      | Lausana, Suïssa                 | Terra batuda     | Olga Danilović       | Ulrikke Eikeri Tamara Zidanšek         | Renúncia               |
| Guanyadora | 27.  | 25 de setembre 2022    | Seül, Corea del Sud             | Dura             | Yanina Wickmayer     | Asia Muhammad Sabrina Santamaria       | 6−3, 6−2               |
| Guanyadora | 28.  | 9 de setembre de 2022  | Monastir, Tunísia               | Dura             | Kateřina Siniaková   | Miyu Kato Angela Kulikov               | 6−2, 6−0               |
| Finalista  | 16.  | 13 de gener de 2024    | Adelaida, Austràlia             | Dura             | Caroline Garcia      | Beatriz Haddad Maia Taylor Townsend    | 5−7, 3−6               |
| Finalista  | 17.  | 6 de setembre de 2024  | US Open (3)                     | Dura             | Zhang Shuai          | Liudmila Kitxenok Jeļena Ostapenko     | 4−6, 3−6               |
| Finalista  | 18.  | 8 de febrer de 2025    | Abu Dhabi, Emirats Àrabs Units  | Dura             | Zhang Shuai          | Jeļena Ostapenko Ellen Perez           | 2−6, 1−6               |

#### Períodes com a número 1
| Núm. | Predecessora       | Dates                   | Successora         | Setmanes | Acumulat |
| ---- | ------------------ | ----------------------- | ------------------ | -------- | -------- |
| 1.   | Kateřina Siniaková | 10/06/2019 − 14/07/2019 | Barbora Strýcová   | 5        | 5        |
| 2.   | Barbora Strýcová   | 07/10/2019 − 20/10/2019 | Barbora Strýcová   | 2        | 7        |
| 3.   | Hsieh Su-wei       | 24/02/2020 − 01/03/2020 | Hsieh Su-wei       | 1        | 8        |
| 4.   | Hsieh Su-wei       | 17/05/2021 − 13/06/2021 | Barbora Krejčíková | 4        | 12       |

### Dobles mixts: 5 (3−2)
| Resultat   | Núm. | Data                | Torneig                     | Superfície   | Parella       | Oponents                        | Marcador         |
| ---------- | ---- | ------------------- | --------------------------- | ------------ | ------------- | ------------------------------- | ---------------- |
| Finalista  | 1.   | 9 de juny de 2013   | Roland Garros, França       | Terra batuda | Daniel Nestor | Lucie Hradecká František Čermák | 6−1, 4−6, [6−10] |
| Guanyadora | 1.   | 7 de juliol de 2013 | Wimbledon, Regne Unit       | Gespa        | Daniel Nestor | Lisa Raymond Bruno Soares       | 5−7, 6−2, 8−6    |
| Guanyadora | 2.   | 26 de gener 2014    | Open d'Austràlia, Austràlia | Dura         | Daniel Nestor | Sania Mirza Horia Tecău         | 6−3, 6−2         |
| Finalista  | 2.   | 1 de febrer 2015    | Open d'Austràlia            | Dura         | Daniel Nestor | Martina Hingis Leander Paes     | 4−6, 3−6         |
| Guanyadora | 3.   | 28 de gener 2022    | Open d'Austràlia (2)        | Dura         | Ivan Dodig    | Jaimee Fourlis Jason Kubler     | 6−3, 6−4         |

### Equips: 3 (2−1)
| Resultat   | Núm. | Data                      | Torneig                            | Superfície | Equip                                                       | Oponents                                                                   | Marcador |
| ---------- | ---- | ------------------------- | ---------------------------------- | ---------- | ----------------------------------------------------------- | -------------------------------------------------------------------------- | -------- |
| Finalista  | 1.   | 12−13 de novembre de 2016 | Copa Federació, Estrasburg, França | Dura (i)   | Alizé Cornet Caroline Garcia Pauline Parmentier             | Petra Kvitová Lucie Hradecká Karolína Plísková Barbora Strýcová            | 2−3      |
| Guanyadora | 1.   | 7 de gener de 2017        | Copa Hopman, Perth, Austràlia      | Dura       | Richard Gasquet                                             | CoCo Vandeweghe Jack Sock                                                  | 2−1      |
| Guanyadora | 2.   | 10−11 de novembre de 2019 | Copa Federació, Perth              | Dura       | Alizé Cornet Fiona Ferro Caroline Garcia Pauline Parmentier | Ashleigh Barty Priscilla Hon Astra Sharma Samantha Stosur Ajla Tomljanović | 3−2      |

## Trajectòria

### Individual
| Torneig | 2009        | 2010        | 2011        | 2012 | 2013        | 2014        | 2015        | 2016  | 2017        | 2018        | 2019        | 2020        | 2021        | 2022        | 2023 | 2024 | Títols    | V – D     |
| --- | ----------- | ----------- | ----------- | ---- | ----------- | ----------- | ----------- | ----- | ----------- | ----------- | ----------- | ----------- | ----------- | ----------- | ---- | ---- | --------- | --------- |
| Open d'Austràlia | 1R          | Q3          | Q1          | Q2   | 2R          | 1R          | 2R          | 3R    | 1R          | 1R          | 1R          | 1R          | 3R          | 1R          | Q3   |      | 0 / 11    | 6 – 11    |
| Roland Garros | 1R          | 1R          | 1R          | 1R   | 2R          | 3R          | 3R          | 3R    | QF          | 1R          | 2R          | 1R          | 2R          | 1R          | 1R   | 1R   | 0 / 16    | 13 – 16   |
| Wimbledon | A           | A           | A           | 1R   | 1R          | 1R          | 3R          | 1R    | 2R          | 3R          | 2R          | NC          | 1R          | 1R          | Q1   |      | 0 / 10    | 6 – 10    |
| US Open | 1R          | A           | Q2          | 3R   | 2R          | 1R          | QF          | 2R    | 1R          | 2R          | 2R          | 2R          | 1R          | Q1          | Q1   |      | 0 / 11    | 11 – 11   |
| Jocs Olímpics | No celebrat | No celebrat | No celebrat | A    | No celebrat | No celebrat | No celebrat | 2R    | No celebrat | No celebrat | No celebrat | No celebrat | 1R          | NC          | NC   |      | 0 / 2     | 1 – 2     |
| WTA Elite Trophy | A           | A           | A           | A    | A           | A           | A           | A     | RR          | A           | A           | No celebrat | No celebrat | No celebrat |      |      | 0 / 1     | 0 – 2     |
| Total Victòries−Derrotes | 0−4         | 1−2         | 0−1         | 5−5  | 21−26       | 15−23       | 35−26       | 31−32 | 38−27       | 22−28       | 29−24       | 4−9         | 17−23       | 3−8         |      |      | 215 – 229 | 215 – 229 |
| Rànquing a final d'any | 202         | 354         | 183         | 76   | 56          | 81          | 29          | 42    | 11          | 44          | 40          | 49          | 92          | 112         |      |      |           |           |
| Llegenda: G: Guanyadora; F: Finalista; SF: Semifinalista; QF: Quarts de final; Q: Qualificació; A: Absent; RR: Round Robin; |             |             |             |      |             |             |             |       |             |             |             |             |             |             |      |      |           |           |

### Dobles femenins
| Open d'Austràlia | A   | A           | A           | A           | 3R    | 1R          | 2R          | 2R          | 3R    | SF          | G           | F           | G           | A   | 2R   | 2R | QF | 2 / 12    | 31 – 10   |
| Roland Garros | 1R  | 1R          | 1R          | 2R          | 2R    | QF          | 3R          | 2R          | G     | 3R          | QF          | G           | G           | A   | G    | 2R |    | 4 / 15    | 38 – 11   |
| Wimbledon | A   | A           | A           | A           | 2R    | 2R          | F           | SF          | QF    | QF          | QF          | SF          | NC          | 1R  | A    |    |    | 0 / 9     | 23 – 9    |
| US Open | A   | A           | A           | A           | 2R    | 3R          | 1R          | 3R          | F     | 3R          | F           | QF          | 2R          | A   | QF   |    |    | 0 / 10    | 24 – 9    |
| Jocs Olímpics | A   | No celebrat | No celebrat | No celebrat | 1R    | No celebrat | No celebrat | No celebrat | 1R    | No celebrat | No celebrat | No celebrat | No celebrat | 1R  | NC   | NC |    | 0 / 3     | 0 – 3     |
| WTA Finals | A   | A           | A           | A           | A     | A           | A           | RR          | SF    | A           | G           | G           | NC          | A   | A    |    |    | 2 / 4     | 10 – 3    |
| Total Victòries−Derrotes | 0−1 | 0−1         | 1−2         | 6−5         | 17−10 | 37−17       | 33−23       | 41−15       | 43−16 | 19−14       | 38−13       | 34−11       | 17−1        | 4−4 | 22−5 |    |    | 272 – 129 | 272 – 129 |
| Rànquing a final d'any | –   | 530         | 270         | 100         | 28    | 19          | 17          | 9           | 2     | 26          | 3           | 2           | 3           | 24  | 18   |    |    |           |           |
| Llegenda: G: Guanyadora; F: Finalista; SF: Semifinalista; QF: Quarts de final; Q: Qualificació; A: Absent; RR: Round Robin; |     |             |             |             |       |             |             |             |       |             |             |             |             |     |      |    |    |           |           |

### Dobles mixts
| Open d'Austràlia | A  | A  | A | A           | G           | F           | A  | A           | A           | 2R          | A           | A  | G  | 2R | 2 / 5 | 16 – 3 |
| Roland Garros | 1R | A  | A | F           | QF          | 2R          | SF | A           | 2R          | A           | NC          | A  |    |    | 0 / 6 | 11 – 6 |
| Wimbledon | A  | A  | A | G           | SF          | QF          | A  | A           | A           | A           | NC          | A  |    |    | 1 / 3 | 10 – 2 |
| US Open | A  | A  | A | SF          | 1R          | A           | A  | A           | A           | A           | NC          | A  | 1R |    | 0 / 3 | 3 – 3  |
| Jocs Olímpics | NC | NC | A | No celebrat | No celebrat | No celebrat | 1R | No celebrat | No celebrat | No celebrat | No celebrat | 1R | NC | NC | 0 / 2 | 0 – 2  |
| Llegenda: G: Guanyadora; F: Finalista; SF: Semifinalista; QF: Quarts de final; Q: Qualificació; A: Absent; RR: Round Robin; |    |    |   |             |             |             |    |             |             |             |             |    |    |    |       |        |

## Guardons
- WTA Doubles Team of the Year (3) (2016 amb Caroline Garcia, 2019-2020 amb Tímea Babos)
- ITF Doubles World Champion (2) (2016 amb Caroline Garcia, 2019 amb Tímea Babos)